# Eric Djemba-Djemba
Eric Daniel Djemba-Djemba (Douala, Camerún, 4 de mayo de 1981) es un exfutbolista camerunés que se desempeñaba como centrocampista.

## Selección nacional
Ha sido internacional con la Selección de fútbol de Camerún, ha jugado 36 partidos internacionales.

### Participaciones en Copas del Mundo
| Copa              | Sede                | Resultado    | Partidos | Goles |
| ----------------- | ------------------- | ------------ | -------- | ----- |
| Copa Mundial 2002 | Corea del Sur Japón | Primera fase | 0        | 0     |

### Participaciones en Copa Africana de Naciones
| Copa                           | Sede   | Resultado        | Partidos | Goles |
| ------------------------------ | ------ | ---------------- | -------- | ----- |
| Copa Africana de Naciones 2002 | Mali   | Campeón          | 2        | 0     |
| Copa Africana de Naciones 2004 | Túnez  | Cuartos de final | 4        | 0     |
| Copa Africana de Naciones 2006 | Egipto | Cuartos de final | 0        | 0     |

### Participaciones en Copa Confederaciones
| Copa                      | Sede    | Resultado  | Partidos | Goles |
| ------------------------- | ------- | ---------- | -------- | ----- |
| Copa Confederaciones 2003 | Francia | Subcampeón | 4        | 0     |

## Estadísticas

### Clubes
| Club | Div.          | Temporada     | Liga  | Liga  | Copas nacionales(1) | Copas nacionales(1) | Copa de la Liga(2) | Copa de la Liga(2) | Torneos internacionales(3) | Torneos internacionales(3) | Otros(4) | Otros(4) | Total | Total |
| Club | Div.          | Temporada     | Part. | Goles | Part.               | Goles               | Part.              | Goles              | Part.                      | Goles                      | Part.    | Goles    | Part. | Goles |
| --- | ------------- | ------------- | ----- | ----- | ------------------- | ------------------- | ------------------ | ------------------ | -------------------------- | -------------------------- | -------- | -------- | ----- | ----- |
| F. C. Nantes Francia | 1.ª           | 2001-02       | 14    | 0     | 1                   | 0                   | 1                  | 0                  | 8                          | 0                          | 0        | 0        | 24    | 0     |
| F. C. Nantes Francia | 1.ª           | 2002-03       | 28    | 1     | 1                   | 0                   | 2                  | 0                  | —                          | —                          | —        | —        | 31    | 1     |
| F. C. Nantes Francia | Total club    | Total club    | 42    | 1     | 2                   | 0                   | 3                  | 0                  | 8                          | 0                          | 0        | 0        | 55    | 1     |
| Manchester United F. C. Inglaterra | 1.ª           | 2003-04       | 15    | 0     | 1                   | 0                   | 1                  | 1                  | 4                          | 1                          | 1        | 0        | 22    | 2     |
| Manchester United F. C. Inglaterra | 1.ª           | 2004-05       | 5     | 0     | 2                   | 0                   | 4                  | 0                  | 5                          | 0                          | 1        | 0        | 17    | 0     |
| Manchester United F. C. Inglaterra | Total club    | Total club    | 20    | 0     | 3                   | 0                   | 5                  | 1                  | 9                          | 1                          | 2        | 0        | 39    | 2     |
| Aston Villa F. C. Inglaterra | 1.ª           | 2004-05       | 6     | 0     | 0                   | 0                   | 0                  | 0                  | —                          | —                          | —        | —        | 6     | 0     |
| Aston Villa F. C. Inglaterra | 1.ª           | 2005-06       | 4     | 0     | 0                   | 0                   | 0                  | 0                  | —                          | —                          | —        | —        | 4     | 0     |
| Aston Villa F. C. Inglaterra | 1.ª           | 2006-07       | 1     | 0     | 0                   | 0                   | 0                  | 0                  | —                          | —                          | —        | —        | 1     | 0     |
| Aston Villa F. C. Inglaterra | Total club    | Total club    | 11    | 0     | 0                   | 0                   | 0                  | 0                  | —                          | —                          | —        | —        | 11    | 0     |
| Burnley F. C. Inglaterra | 2.ª           | 2006-07       | 15    | 0     | 0                   | 0                   | 0                  | 0                  | —                          | —                          | —        | —        | 15    | 0     |
| Qatar S. C. Catar | 1.ª           | 2007-08       | 26    | 3     | 0                   | 0                   | —                  | —                  | —                          | —                          | —        | —        | 26    | 3     |
| Odense B. K. Dinamarca | 1.ª           | 2008-09       | 30    | 2     | 3                   | 0                   | —                  | —                  | 2                          | 0                          | —        | —        | 35    | 2     |
| Odense B. K. Dinamarca | 1.ª           | 2009-10       | 19    | 0     | 2                   | 1                   | —                  | —                  | 4                          | 0                          | —        | —        | 25    | 1     |
| Odense B. K. Dinamarca | 1.ª           | 2010-11       | 26    | 0     | 1                   | 0                   | —                  | —                  | 8                          | 0                          | —        | —        | 35    | 0     |
| Odense B. K. Dinamarca | 1.ª           | 2011-12       | 27    | 1     | 0                   | 0                   | —                  | —                  | 8                          | 0                          | —        | —        | 35    | 1     |
| Odense B. K. Dinamarca | Total club    | Total club    | 102   | 3     | 6                   | 1                   | —                  | —                  | 22                         | 0                          | —        | —        | 130   | 4     |
| Hapoel Tel Aviv F. C. Israel | 1.ª           | 2012-13       | 28    | 0     | 2                   | 0                   | 1                  | 0                  | 6                          | 0                          | —        | —        | 37    | 0     |
| Partizán de Belgrado Serbia | 1.ª           | 2013-14       | 11    | 0     | 2                   | 0                   | —                  | —                  | 3                          | 0                          | —        | —        | 16    | 0     |
| St. Mirren F. C. Escocia | 1.ª           | 2013-14       | 2     | 0     | 1                   | 0                   | 0                  | 0                  | —                          | —                          | —        | —        | 3     | 0     |
| Chennaiyin F. C. India | 1.ª           | 2014          | 9     | 0     | —                   | —                   | —                  | —                  | —                          | —                          | —        | —        | 9     | 0     |
| Total carrera | Total carrera | Total carrera | 266   | 7     | 16                  | 1                   | 9                  | 1                  | 48                         | 1                          | 2        | 0        | 341   | 10    |
| (1) Incluye datos de la Copa de Francia (2001-03), FA Cup (2003-05), Copa de Dinamarca (2008-12), Copa de Israel (2012-13), Copa de Serbia (2013-14) y Copa de Escocia (2014). (2) Incluye datos de la Copa de la Liga de Francia (2001-03), Copa de la Liga de Inglaterra (2003-05), Copa Toto (2012-13) y Copa de la Liga de Escocia (2014). (3) Incluye datos de la Liga de Campeones (2001-13), Copa Intertoto (2008) y Liga Europa (2009-14). (4) Incluye datos de la Community Shield (2003-04). |               |               |       |       |                     |                     |                    |                    |                            |                            |          |          |       |       |

## Palmarés

### Campeonatos nacionales
| Título           | Club                    | País       | Año  |
| ---------------- | ----------------------- | ---------- | ---- |
| Community Shield | Manchester United F. C. | Inglaterra | 2003 |
| FA Cup           | Manchester United F. C. | Inglaterra | 2004 |

### Campeonatos internacionales
| Título                    | Club                 | Sede | Año  |
| ------------------------- | -------------------- | ---- | ---- |
| Copa Africana de Naciones | Selección de Camerún | Mali | 2002 |